# Часлав Ђаја
Часлав Ђаја (Куманово, Краљевина Југославија, 31. октобар 1922 — Београд, СФР Југославија, 29. септембар 1987) био је српски математичар, физичар и редовни професор Пољопривредног Факултета Универзитета у Београду.

## Биографија
Др Часлав Ђаја је рођен 31. октобра 1922. у Куманову, Краљевина Југославија. Потиче из познате српске породице Ђаја, која је пореклом из Дубровника. Син је Негослава Ђаје, капетана Војске Краљевине Србије а касније начелника Пећког, Призренског и Кумановског среза. Часлав је прва четири разреда Основне школе завршио у Куманову, а гимназију у Београду. Матурирао је на природном смеру Треће београдске гимназије 1941. године. Све четири ратне године је провео у окупираном Београду. Након ослобођења, Часлав одлучује да упише Природно-математички Факултет и после успешно завршених студија дипломира 1949. године. Ради као професор математике у Средњој грађевинској школи у Београду. Оженио се колегиницом са студија, Анком Милошевићем.
Указом ондашњих власти добија намешетење, заједно са супругом, у Новом Пазару. Од 1950.г. до 1954.г. ради (са супругом) као професор математике Учитељске школе у Новом Пазару. Ту су им се родили син Негослав и ћерка Оливера. Од 1954.г. до 1958.г. предаје математику и физику у Учитељској школи у Крагујевцу. За то време је положио стручни професорски испит. Након успешног научног рада као професор математике у средњим стручним школама, враћа се у Београд 1958.г. Добија ново запослење, овога пута као асистент математике на Машинском факултету у Београду. Као хонорарни асистент ради на Техничком факултету у Нишу.
Почетком 1964.г. је изабран за предавача из предмета Математика на Пољопривредном факултету Универзитета у Београду (Земуну). Магистрира 1964.г., а докторира 1967.г. на Математичкој групи на Природно-математичком факултету у Београду, одбранивши тезу „Теорија стабилности фамилије динамичких система у метричким просторима“. За доцента на Пољопривредном факултету је изабран 1968.г., за
ванредног професора 1972.г., а за редовног професора 1978.г. Био је шеф Катедре за физику и математику, од самог њеног оснивања. Дуго година је држао наставу на Економском факултету у Крагујевцу, на факултету Организационих наука у Београду, на Вишој металској школи у Београду у нашој земљи и у Западној Немачкој.
Током свог научног рада је објавио преко 40 научних радова и студија и неколико уџбеника и збирки задатака из области математике. Више пута је боравио на студијском усавршавању у иностранству (Западна Немачка, СССР), где је држао предавања из области теорије стабилности кретања динамичких система. Излагао је своје радове на десетинама међународних скупова у земљи и иностранству. Био је редовни члан Математичког института и Друштва математичара, физичара и астронома Србије.
Умро је изненада 29. септембра 1987.г. у 65. години живота, у Београду. Оставио је сина Негослава, дипл. инж. електротехнике, који има троје деце и живи и ради у Београду, и ћерку Оливеру, дипл. инж. технологије, која има једног сина и живи у Варшави, Пољској.